# Бабаджанзаде, Башир
Башир Бабаджанзаде Дарзи (перс. بشير باباجان‌زاده درزى‎,  9 августа 1989) — иранский борец греко-римского стиля, чемпион Азии, призёр чемпионата мира.
Родился в Баболе. В 2008 году стал чемпионом Азии среди юниоров и серебряным призёром чемпионата мира среди юниоров, в 2009 году — чемпионом Азии среди юниоров и бронзовым призёром чемпионата мира среди юниоров. В 2011 году выиграл чемпионат Азии и стал бронзовым призёром чемпионата мира. В 2012 году принял участие в Олимпийских играх в Лондоне, занял там 7-е место. В 2014 году завоевал бронзовую медаль Азиатских игр.